# エデル・ルイス・リマ・ジ・ソウザ
エデルことエデル・ルイス・リマ・ジ・ソウザ（1987年1月9日 - ）はブラジルのサッカー選手。ポジションはFW。天津津門虎足球倶楽部所属。
Kリーグ時代の登録名はエデル（ハングル: 에델）。

## 経歴
2010年6月15日、AEKアテネFCと契約した。
2014年7月、蔚山現代FCへの加入が発表されたがパレスチナ国籍を表明する書類が選手登録期限までに受理されなかったため、半年間所属チームが無い状態になった。2015年に大邱FCに移籍した。